# Juan de Zumárraga
Juan de Zumárraga (ur. w 1468 w Durango, zm. 3 czerwca 1548 w mieście Meksyk) – Bask, hiszpański franciszkanin, pierwszy biskup Meksyku.
W 1530 został mianowany biskupem meksykańskim. Przed wyjazdem do Meksyku nie przyjął sakry biskupiej, którą otrzymał dopiero 27 kwietnia 1533 w czasie wizyty w Europie.
W czasie sprawowania swojej funkcji popadł w konflikt z władzami cywilnymi. Punktem zapalnym stało się traktowanie Indian, których Zumárraga próbował uchronić przed eksploatacją ze strony kolonistów.
Za jego pontyfikatu, w grudniu 1531, doszło do objawień Matki Bożej w Guadalupe, do których początkowo odnosił się nieufnie. Przekonał go wizerunek Maryi na płaszczu św. Juana Diego. Ponadto Matko Boża poleciła Juanowi Diego aby nazrywał świeżych róż ze skalistego wzgórza Tepeyac i zaniósł do pałacu biskupiego jako dowód prawdziwości objawień, gdyż nie mogły one urosnąć w porze zimowej i to na skale.